# Astéroïde ouranocroiseur
Un astéroïde ouranocroiseur est un astéroïde dont l'orbite croise celle d'Uranus. Les astéroïdes ouranocroiseurs numérotés sont listés ci-dessous. Au 15 mars 2020, 113 sont numérotés. Beaucoup sont des centaures, mais certains pénètrent beaucoup plus près du soleil, ce sont les damocloïdes .

## Liste d'astéroïdes ouranocroiseurs numérotés

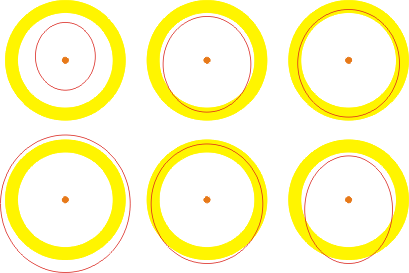
Frôleur-intérieur : au centre, en haut;
Frôleur-extérieur : au centre, en bas;
Co-orbital : à droite, en haut;
Croiseur: à droite, en bas

Notes : † frôleur-intérieur ; ‡ frôleur-extérieur
- (2060) Chiron †
- (5145) Pholos
- (5335) Damoclès
- (7066) Nessos
- (8405) Asbolos
- (10199) Chariclo †
- (10370) Hylonomé ‡
- (20461) Dioretsa
- (29981) 1999 TD10
- (42355) Typhon
- (44594) 1999 OX3
- (49036) Pélion
- (52975) Cyllare
- (54598) Biénor †
- (55576) Amycos
- (65407) 2002 RP120
- (65489) Céto
- (73480) 2002 PN34
- (83982) Crantor
- (87555) 2000 QB243
- (88269) 2001 KF77 ‡
- (95626) 2002 GZ32
- (119315) 2001 SQ73
- (121725) Aphidas
- (241097) 2007 DU112
- (330836) Orios
- (523727) 2014 NW65

## Quelques objets non numérotés
- 2011 OR17
- 2018 MP8
- 2019 UH12
- 2020 QN6